# Égaliseur (mathématiques)
Cet article concerne le concept mathématique. Pour le logiciel ou matériel de traitement du son, voir Égaliseur.
L’égaliseur est une construction catégorique associée à deux morphismes parallèles, qui généralise en un certain sens la notion de noyau en algèbre. La construction duale, le coégaliseur peut s'interpréter comme une généralisation catégorique de la notion de quotient par une relation d'équivalence. On trouve parfois la variante égalisateur.

## Motivation et définition
Soit C une catégorie et deux objets X et Y de cette catégorie. Soient deux morphismes parallèles f et g entre ces objets :
{\displaystyle X{\underset {g}{\overset {f}{\rightrightarrows }}}\;Y}.
On dit qu'une flèche {\displaystyle e:E\to X} égalise la paire lorsque les morphismes composés {\displaystyle f\circ e=g\circ e} coïncident.
Il y a, potentiellement, de multiples façons d'égaliser une paire. 
L'égaliseur le fait d'une manière universelle, au sens où toute autre solution se factorise de manière unique par lui.
Pour une paire de morphismes parallèles f, g, un égaliseur est une flèche {\displaystyle \mathrm {eq} :E\to X} qui égalise la paire et telle que, pour toute flèche {\displaystyle m:O\to X} qui égalise la paire, il existe une unique flèche {\displaystyle u:O\to E} telle que {\displaystyle m=\mathrm {eq} \circ u}. Autrement dit, on a le diagramme suivant :
.
Une autre manière de dire cela est que l'égaliseur est la limite du diagramme {\displaystyle X{\underset {g}{\overset {f}{\rightrightarrows }}}\;Y}.
On construit le coégaliseur en renversant le sens des flèches dans le diagramme, ou bien comme colimite de {\displaystyle X{\underset {g}{\overset {f}{\rightrightarrows }}}\;Y}, ou encore comme un égaliseur dans la catégorie duale {\displaystyle \mathbf {C} ^{\mathrm {op} }}.

## Exemples
- Dans la catégorie Set des ensembles, on a {\displaystyle E=\{x\in X\,|\,f(x)=g(x)\}} et l'injection {\displaystyle \mathrm {eq} :E\hookrightarrow X} est un égaliseur.
- Dans la catégorie R-Mod des modules sur un anneau R, on a {\displaystyle E=\mathrm {ker} (f-g)} et l'inclusion est encore un égaliseur.
- Dans une catégorie possédant un objet zéro (c'est-à-dire possédant un objet à la fois initial et final), l'égaliseur d'un morphisme et du morphisme zéro définit le noyau au sens des catégories : {\displaystyle \mathrm {ker} (f)=\mathrm {eq} (f,0_{X\to Y})}.
- Réciproquement, dans une catégorie préadditive, tout égaliseur est obtenu comme un certain noyau.

## Propriétés
- Tout égaliseur est un monomorphisme.
- Tout produit fibré se décompose comme la composition d'un produit suivi d'un égaliseur. Si une catégorie a des produits fibrés et des produits, alors elle a des égaliseurs.
- Si une catégorie admet tous les produits (resp. coproduits) finis et tous les égaliseurs (resp. coégaliseurs), alors elle admet toutes les limites (resp. colimites) finies.

## Référence
(en) Saunders Mac Lane, Categories for the Working Mathematician [détail de l’édition]